# Pteris remotifolia
Pteris remotifolia là một loài thực vật có mạch trong họ Pteridaceae. Loài này được Baker mô tả khoa học đầu tiên năm 1877.